# Прали
Пра̀ли (на италиански и на пиемонтски: Prali, до 1937 официално Praly, на окситански: Praal, Праал) е община в Метрополен град Торино, регион Пиемонт, Северна Италия. Административен център на общината е село Гиго (Ghigo), разположено на 1455 m надморска височина. Към 1 януари 2020 г. населението на общината е 208 души, от които 5 са чужди граждани.